# Bernd Klüser
Bernd Klüser (* 1945 in Wuppertal) ist deutscher Galerist, Editeur und Kunstsammler.

## Anfänge
1968 zog Bernd Klüser von Wuppertal nach München, um dort Jura zu studieren. Er schloss sein Studium mit dem ersten und zweiten Staatsexamen ab und erhielt 1974 seine Zulassung als Rechtsanwalt. Bereits während seines Studiums entstand ab 1969 eine projektbezogene Zusammenarbeit mit der Galerie Heiner Friedrich in München, woraus sich erste Kontakte zu Künstlern wie Gerhard Richter, Blinky Palermo, Georg Baselitz, Sigmar Polke und Gilbert & George ergaben.

### Schellmann und Klüser
Ab 1970 begann die editorische Zusammenarbeit mit seinem Studienkollegen Jörg Schellmann. Ein Schwerpunkt war die Herausgabe von Multiples von Joseph Beuys (u. a. auch die Herausgabe des ersten Werkverzeichnisses der Editionen des Künstlers mit inzwischen acht Auflagen). Die Firmierung erfolgte 1975 als „Edition Schellmann und Klüser“ mit Räumen in der Maximilianstraße 12 sowie später auch in New York. Die gemeinsame Edition bestand bis 1985 und wurde dann als „Edition Schellmann“ (später Schellmann Art) fortgeführt. Das Editionsprogramm, welches schon früh Grafiken und Multiples international bedeutender Künstler beinhaltete, wurde 1989 vom Museum of Modern Art in New York mit einer Sonderausstellung gewürdigt.
1976 realisierten Schellmann und Klüser die Ausstellung des Joseph Beuys Environments „zeige deine Wunde“. Der Erwerb des Werkes durch die Städtische Galerie im Lenbachhaus löste 1979 einen Kunstskandal in München aus und erleichterte in der Folge den Münchner Museen eine progressive Auseinandersetzung mit der internationalen zeitgenössischen Kunst.

## Galerie Klüser
1978 eröffnete Bernd Klüser ebenfalls in der Maximilianstraße 12 seine eigene Galerie, welche anfangs als „Galerie Schellmann und Klüser“ firmierte.
Das internationale Profil wurde einerseits durch die kontinuierliche enge Zusammenarbeit mit Joseph Beuys bestimmt und ab 1980 durch Ausstellungsprojekte, inklusive Grafikeditionen wie die „Lenin Portraits“, mit Andy Warhol bis zum Tod beider Künstler 1986 und 1987. Auf der anderen Seite stand die Präsentation, oft zum ersten Mal in Deutschland oder Europa, damaliger junger Künstler wie Tony Cragg, der Amerikaner Robert Mangold, Cindy Sherman, Robert Longo, David Salle, Jack Goldstein, Matt Mullican und der italienischen Transavanguardia wie Enzo Cucchi und Mimmo Paladino. Francis Picabia, Jannis Kounellis, Asger Jorn und Gilbert & George wurden unter anderem auch ausgestellt.
1985 trennten sich Schellmann und Klüser in „Edition Schellmann“ und „Galerie Bernd Klüser“. Die „Galerie Bernd Klüser“ bezog in der Georgenstraße zwei Etagen in einer repräsentativen Altbauvilla am Park der Münchner Kunstakademie. Sie erweiterte ihr Programm mit der deutschen Vertretung des Nachlasses von Robert Motherwell, Ausstellungen unter anderem von Alex Katz, Christian Boltanski, Jan Fabre, Julião Sarmento, Olaf Metzel, Blinky Palermo und als Schwerpunkt Sean Scully. Gruppenausstellungen wie zum Beispiel „Der gefrorene Leopard“ oder „Reflections on Light“ ergänzten das Programm.
2001 trat Tochter Julia Klüser in die Galerie ein und wurde kurze Zeit später Partnerin des Unternehmens. 2002 konnte mit der „Galerie Klüser 2“ ein weiterer Standort im Münchner Museumsquartier eröffnet werden. Größere Ausstellungen wurden nun in beiden Galerien gezeigt und vermehrt jüngere Künstler vorgestellt, wie zum Beispiel Bernardí Roig, Jorinde Voigt, Isca Greenfield-Sanders, Natalia Załuska, Lori Nix, Gregor Hildebrandt und Constantin Luser.

### Publikations- und Editionstätigkeit
Die eigene Editionstätigkeit wurde seit 1985 kontinuierlich fortgesetzt mit zahlreichen Gruppenportfolios, Suiten und Einzelblättern ihrer Galeriekünstler. Parallel zur Galerietätigkeit entstand eine große Anzahl von Publikationen in Zusammenarbeit mit den Künstlern, aber auch mit Ernst Jünger, Hans-Georg Gadamer und dem Nachlass von James Joyce. Zur Geschichte der Kunstausstellung erschien das Standardwerk „Die Kunst der Ausstellung“. Ergänzend veröffentlichte Bernd Klüser zahlreiche Texte (oft für Museumskataloge) und schuf Filme über E. W. Nay, Joseph Beuys und die Basler Ausstellung „Skulptur im 20. Jahrhundert“.

## Positionen und Auszeichnungen
1996 übernahm Bernd Klüser für sieben Semester eine Gastdozentur an der Akademie der Bildenden Künste in München.
Im Jahr 2014 wurde Bernd Klüser und seiner Frau Verena, die viele Jahre in der Galerie mitgearbeitet hatte, das Bundesverdienstkreuz verliehen.
2016 erhielt Bernd Klüser in Basel den FEAGA Lifetime Award durch den Europäischen Galeristenverband für beispielgebende und nachhaltige Kunstvermittlung.

## Privates
Er ist seit 1968 mit Verena Klüser, geborene Mittelsten Scheid, verheiratet und hat mit ihr zwei Kinder.